# Anarthria gracilis
Anarthria gracilis är en gräsväxtart som beskrevs av Robert Brown. Anarthria gracilis ingår i släktet Anarthria och familjen Anarthriaceae. Inga underarter finns listade i Catalogue of Life.